# ريك جيبسون (نحات)
ريك جيبسون هو نحات كندي، ولد في 1951 في مونتريال في كندا.

## وصلات خارجية
- الموقع الرسمي